# سكوبيلوس

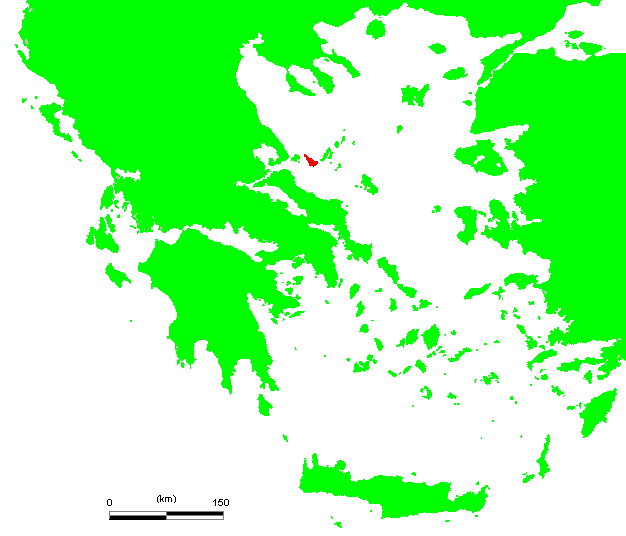
موقع سكوبيلوس

سكوبيلوس (Σκόπελος) هي جزيرة تتبع جزر سبوراديس في اليونان. وتبلغ مساحتها96 كم مربع ويبلغ عدد سكانها حوالي 4700 نسمة.